# تشينغ لي(ممثلة)
ولدت تشينغ لي في أكتوبر 1945 وتوفيت في 9 ديسمبر 2017 كانت تشينغ ممثلة معروفة في السبعينيات. ظهرت في أكثر من 60 فيلم معظمها من قبل ستوديو ( Shaw Brothers Studio).

## حياتها السابقة
ولدت تشينغ في البر الرئيسي للصين في 29 أكتوبر 1945، ونشأت في تاييوان،وانتقلت إلى هونغ كونغ عندما كانت في الحادية والعشرين من عمرها. كان والدها تشينغ مياو ممثلًا في استوديو (Shaw Brothers Studio).

## جوائز
حصلت تشينغ على جائزة (Golden Horse Awards) في 1969 في فيلم (When the Clouds Roll By) "لأفضل ممثلة.

## الحياة الشخصية
تزوجت تشينغ فيليب تسي،وتقاعدت من التمثيل في عام 1983. تطلقت منه في عام 1985. توفيت في 9 ديسمبر 2017.

## روابط خارجية
- تشينغ لي(ممثلة) على موقع IMDb (الإنجليزية)
- تشينغ لي(ممثلة) على موقع أول موفي (الإنجليزية)
- تشينغ لي(ممثلة) على موقع ديسكوغز (الإنجليزية)
- تشينغ لي(ممثلة) على موقع قاعدة بيانات الفيلم (الإنجليزية)